# Inocybe aeruginascens
Inocybe aeruginascens är en svampart som tillhör divisionen basidiesvampar, och som beskrevs av Margit G. Babos. Inocybe aeruginascens ingår i släktet Inocybe, och familjen Crepidotaceae. Enligt den finländska rödlistan är arten nationellt utdöd i Finland. Arten har ej påträffats i Sverige. Artens livsmiljö är torr eller mesisk örtrik skog.